# Bathippus shelfordi
Bathippus shelfordi är en spindelart som beskrevs av George William Peckham och Elizabeth Maria Gifford Peckham 1907. Bathippus shelfordi ingår i släktet Bathippus och familjen hoppspindlar. Inga underarter finns listade.